# A NIGHT IN SEOUL
《A Night in Seoul》은 대한민국의 음악인 유희열의 1인 프로젝트 음악 그룹 토이의 네 번째 음반이다.
1998년 12월 28일 발매되었으며, 타이틀 곡은 가수 김연우가 부른 〈여전히 아름다운지〉였다. 이 당시 유희열은 MBC FM의 라디오 프로그램 《유희열의 FM 음악도시》 진행을 병행하기도 했었다. 2002년 1월에는 EnE Media 레이블에서 재발매된 바 있다.

## 수록곡
전체 작곡: 유희열
(전체 편곡: 유희열)
| #             | 제목                        | 작사          | 보컬           | 재생 시간 |
| ------------- | --------------------------- | ------------- | -------------- | --------- |
| 1.            | 〈A Night in Seoul〉        |               |                | 4:10      |
| 2.            | 〈거짓말 같은 시간〉        | 유희열        | 김연우         | 4:51      |
| 3.            | 〈구애〉                    | 유희열        | 변재원         | 4:21      |
| 4.            | 〈새벽 그림〉               | 유희열        | 유희열, 김재홍 | 4:08      |
| 5.            | 〈여전히 아름다운지〉       | 유희열        | 김연우         | 4:14      |
| 6.            | 〈우리는 어쩌면 만약에...〉 | 유희열        | 윤상           | 3:13      |
| 7.            | 〈혼자 있는 시간〉          | 이병률        | 유희열         | 4:58      |
| 8.            | 〈못다한 나의 이야기〉      | 유희열        | 김형중         | 4:03      |
| 9.            | 〈길에서 만나다〉           |               |                | 3:48      |
| 10.           | 〈저녁식사〉                | 유희열        | 조원선, 유희열 | 4:17      |
| 11.           | 〈Please〉                  | 유희열        | 하림           | 4:23      |
| 12.           | 〈스케치북〉                | 유희열        | 김장훈, 윤종신 | 4:19      |
| 13.           | 〈남겨진 사람들〉           | 유희열        | 김형중         | 4:07      |
| 14.           | 〈Lullaby〉                 | 유희열        | 유희열         | 4:43      |
| 총 재생 시간: | 총 재생 시간:               | 총 재생 시간: | 총 재생 시간:  | 59:35     |

## 참여
이 목록은 해당 앨범의 부클릿 〈staff〉목록에서 발췌하였다.
| 토이 - 유희열 - 프로듀서, 디렉터, 보컬, 건반(1, 2, 4~6, 8~11, 13) 컴퓨터 프로그래밍(1, 2, 4, 5, 8~11), rhodes 피아노(4), 피아노(7, 9, 10, 12), 백 보컬(12), 오르간(13) 참여 음악인 - 함춘호 - 나일론 스틸 전기 기타(1), 전기기타(2, 8), 나일론 기타(3), 스틸 기타(4), 전기 스틸 기타(7, 12) - 김원용 - 색소폰(1, 11, 13) - 김태훈 - 건반, 컴퓨터 프로그래밍(1, 2, 4, 5, 11) - 강성호 - 백 보컬(2, 7, 8) - 박영용 - 타악기(3, 7, 12) - 이주한 - 트럼펫(3, 10), Frugel horn(10) - 강수호 - 드럼(4, 7, 12), 브러시 드럼(6) - 이태윤 - 베이스 기타(4, 11) - 김지연 - 플루트(4) - Sam Lee - 전기 기타(5), 전기 나일론 기타(11) - 서영도 - 베이스 기타(7, 12) - 김유성 - 건반(8, 9), 컴퓨터 프로그래밍(8, 9, 10) - 이지연 - 바이올린(9) - 김수연 - 첼로(9) - 하림 - 백 보컬(11) - 윤종신, 김장훈, 정동인, 강성호, 이지연, 곽은정 - 백 보컬(12) - 전은영 - 목소리(14) - 현악(3, 4, 7, 14) - 이지연, 이유정, 최은주, 유연주, 김수진, 김미정, 신혜정, 유주현 - 1st 바이올린 - 남유경, 김지연, 김성연, 손영숙, 이미나, 김희경 - 2nd 바이올린 - 박서진, 나혜경, 김은별, 김정임 - 비올라 - 김소현, 윤현선, 장유진, 이예성 - 첼로 | 스탭 - 김태훈, 김유성 - 공동 프로듀서 - 삼성뮤직 - 이그제큐티브 프로듀서 - 양기영 - 프로젝트 디렉터 - 정동인 - 매니지먼트 - 임창덕 - 믹싱(9 제외), 녹음 - 고현정 - 믹싱(9), 녹음 - 김한구, 이동녘, 류재경 - 보조 - 곽은정, 이정형 - 보조, protool - 이현숙 - 믹싱 기술자 - 녹음, 믹싱 스튜디오 - 드림 팩토리, 로데오 사운드 - 마스터링 스튜디오 - 로데오 사운드 - 현악 녹음 - 유니버설 스튜디오 - 안성진 - 사진 - 유지현 - 아트 디렉터, 디자인 - 장혜민 - 코디네이터 |